# Кривиця (Шентюр)
Кривиця (словен. Krivica) — поселення в общині Шентюр, Савинський регіон, Словенія. 
Висота над рівнем моря: 419,4 м.